# Årsballe-senderen
Årsballe-senderen er en 175,2 meter høj mast nordøst for Årsballe på Bornholm, der oprindelig blev opført i 1955 som FM- og fjernsynssender for Danmarks Radio på Bornholm. Efter lukningen af det analoge fjernsynssendernet i Danmark natten til den 1. november 2009 har masten fungeret som FM- og mobilmast.
Masten står 116,8 meter over havet, og totalhøjden når dermed 292 meter op over havoverfladen. Den ligger ca. 1,3 m syd for den 315,7 m høje Rø-senderen, der oprindelig blev opført som mast for TV2s analoge signal i 1989.
Det højtliggende terræn ved Årsballe på Bornholm var allerede i 1955 blevet udpeget som stedet for placeringen af den oprindelig 162 m høje gittermast til FM- og fjernsynssenderen for Bornholm. Årsballe-senderens FM-del blev sat i drift 17. august 1955, men først 8. juli 1960 kunne fjernsynssenderen tages i brug af Danmarks Radio. Udfordringen var, at overføring af fjernsyn på længere søkabler med tidens kendte teknologi ikke var mulig, mens en radiokæde skulle over en relæstation i Sverige på grund af afstanden. Det lykkedes at indgå en aftale med svenskerne om en sådan radiokæde, hvorefter det svenske Televerket for dansk regning byggede en radiokædemast ved Slimminge i Skåne. Denne radiokæde fungerede som eneste mulighed for at overføre fjernsyn til Bornholm frem til efteråret 1989, hvor anlæggelsen af et lyslederkabel på havbunden mellem Rødvig på Sjælland og Bornholm tages i drift.